# Luis Moses Gomez

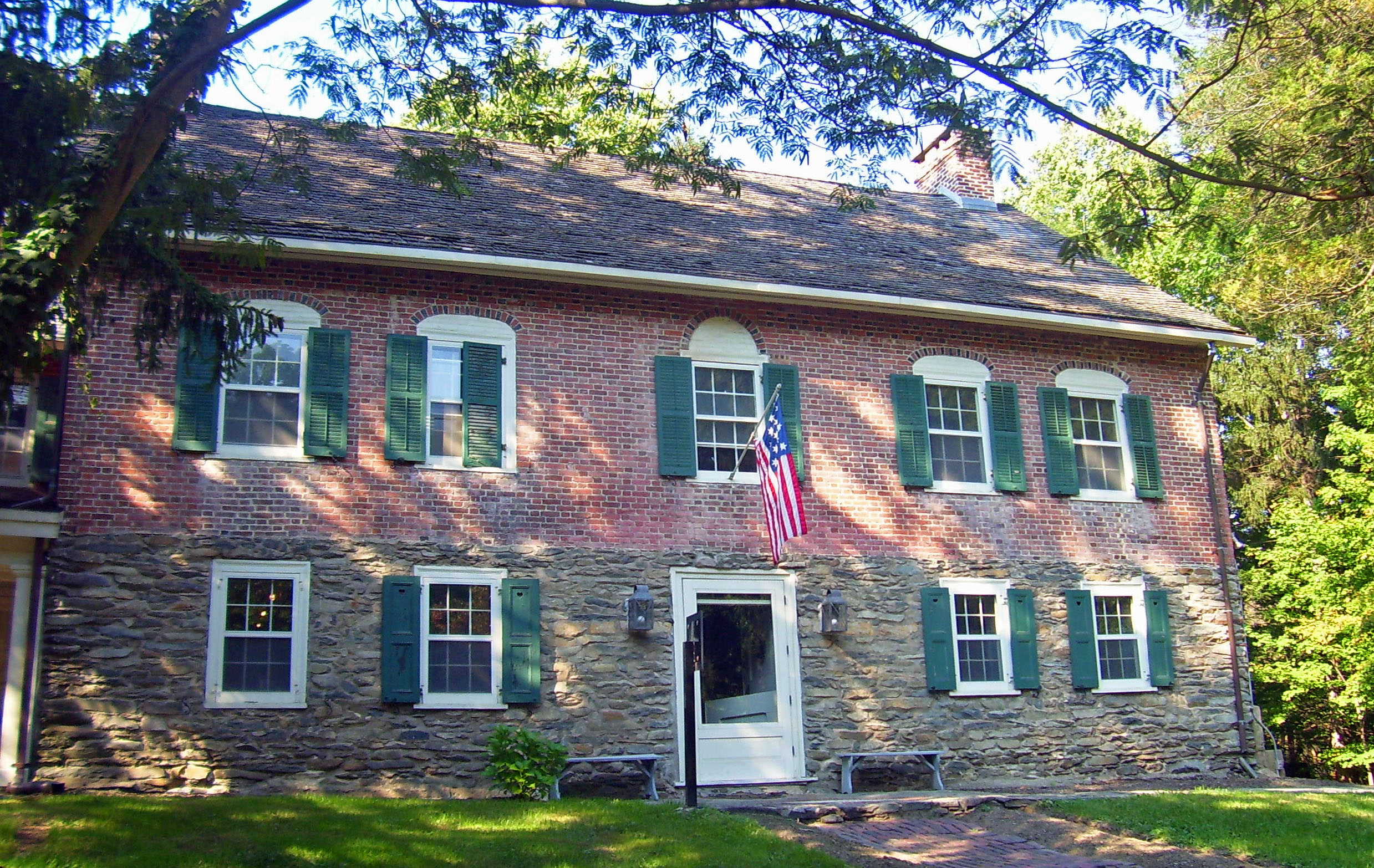
Das Gomez Mill House wurde 1714 erbaut.

Luis Moses Gomez (* um 1660) war ein sephardischer  jüdischer Kaufmann im kolonialen New York City.

## Geschichte
Die Vorfahren flüchteten von der spanischen Inquisition in die Neue Welt. Später wurde seine Familie zu einer der bedeutendsten und angesehensten Händler. Gomez kam 1703 nach New York. Die britische Einbürgerung mit Wohnsitz in der Kolonie erhielt er 1705. Die Staatsbürgerschaft ermöglichte ihm wie jeden anderen Briten Geschäfte mit England zu betreiben. Er baute sich das Gomez Mill House in Manhattan. Dort lebte der Kaufmann mit seinen Söhnen etwa 30 Jahre und betrieb einen erfolgreichen Handel mit Fellen und anderen Gütern. 1727 half Gomez, den Bau der Synagoge Shearith Israel zu beginnen. Das Gebäude ist die älteste amerikanische Synagoge. Er war der erste Präsident dieser jüdischen Gemeinde.